# Eburia insulana
Eburia insulana är en skalbaggsart som beskrevs av Charles Joseph Gahan 1895. Eburia insulana ingår i släktet Eburia och familjen långhorningar.
Artens utbredningsområde är Martinique. Inga underarter finns listade i Catalogue of Life.